# خصخصة الإدارة
خصخصة الإدارة هي عملية إعادة هيكلة أصول الدولة والوكالات الحكومية والمنظمات العامة، أو المنظمات البلدية، وتحويلها إلى مؤسسات تجارية. تشمل العملية اعتماد ممارسات الإدارة التجارية وتطبيقها، وفصل الملكية عن الإدارة عبر خلق رأس مال مشترك أو هيكل مساهمين للمنظمة. تؤدي خصخصة الإدارة إلى إنشاء مؤسسات تجارية مملوكة للدولة (أو مؤسسات تجارية تعمل على المستويات الحكومية، مثل المؤسسات التجارية المملوكة من طرف البلديات) حيث تحتفظ الحكومة بملكية أغلبية أسهم المؤسسة. تُتّخذ إجراءات خصخصة الإدارة لتحسين كفاءة المنظمة، أو لاستثمار عملياتها تجاريًا، أو بهدف جلب تقنيات إدارة الأعمال والمؤسسات إلى الوظائف العمومية، أو قد تكون خصخصة الإدارة بداية عمليّة الخصخصة الكلية أو الجزئية.

## التاريخ
أدى التوجه نحو الإصلاح الاقتصادي النيوليبرالي، وإصلاح الخدمات العامة وفق نموذج الإدارة العامة الجديدة في ثمانينيات القرن الماضي إلى خصخصة الوظائف العامة في الكثير من البلدان. تقع خصخصة الإدارة، وفق هذا المنظور، في منتصف الطريق المؤدي إلى الخصخصة. تُنظّم المشروعات التجارية المملوكة من طرف الدولة بنفس الأسلوب المعتمد في المؤسسات الخاصة، لكن الاختلاف في هذه الحالة هو بقاء أسهم الشركة تحت ملكية الدولة، أي لا تُطرح تلك الأسهم للتداول في سوق الأسهم. تُعد خصخصة الإدارة اليوم غايةً في حدّ ذاتها بهدف إكساب المنظمات استقلالها الذاتي، أملًا بأن تجلب هذه العملية مكاسبًا ناتجة عن زيادة الكفاءة.
طبّقت جمهورية الصين الشعبية عملية إعادة هيكلة واسعة النطاق على المشروعات التجارية المملوكة للدولة، بدءًا من الإصلاحات الاقتصادية التي بدأت في عام 1978 حين مُنحت المشروعات الحكومية مزيدًا من الاستقلال عن الخطط الاقتصادية الحكومية بهدف إدارة عملياتها. أدت تلك الإصلاحات إلى إطلاق موجة هائلة من عمليات خصخصة الإدارة بين سنتي 1992 و2002، ورافق تلك الموجة تبنّي اقتصاد السوق وافتتاح بورصتي شنغهاي وشنتشن. تشمل خصخصة الإدارة إعادة هيكلة المؤسسات والمشاريع المملوكة للدولة كي تمارس عملها بصفتها كيانات تجارية وسوقية، في حين تحافظ الدولة على ملكيّة تلك المؤسسات أو ملكيّة أغلبية الأسهم.
يدّعي البعض أن التوجه نحو خصخصة الإدارة يتسارع نتيجة الأزمات المالية، لكن هذا التوجه موجود منذ بداية القرن على أقل تقدير.

## الأسباب والتأثيرات
تُستخدم خصخصة الإدارة لتحسين كفاءة توفير الخدمات العامة (هناك خليط من النجاحات والإخفاقات في هذا المجال) باعتبارها خطوة نحو الخصخصة (الجزئية) أو بهدف تخفيف حدّة الضغوط المالية.

### احتمال تحسين الكفاءة
يُعد التخارج أحد الأهداف الرئيسة لخصخصة الإدارة، فتعمل الأخيرة على تحويل دوائر الدولة (أو الخدمات التي تقدمها البلديات) إلى شركات عامة ومجالس إدارة تجارية وتقاسمها بين حملة الأسهم من الوزراء/مجلس المدينة وإدارة الشركة. يخلق هذا التخارج استقلالًا قانونيًا وإداريًا للمؤسسات عن السياسيين، وقد يؤدي ذلك إلى زيادة كفاءتها جراء حماية الشركة من الاستغلال السياسي. قد تفشل خصخصة الإدارة، من جهة ثانية، في تحسين كفاءة الشركة (أو قد تسبب عجزًا) لأن استقلال الشركة قد يقلّص قدرة الحكومة على مراقبة أداء الإدارة. يعتمد مدى النفع الذي توفّره خصخصة الإدارة على طبيعة الخدمة الخاضعة للخصخصة، فقد يكون استقلال الشركة الذاتي أقل نفعًا في الخدمات المُسيّسة أو الشائكة.

### الخطوات نحو الخصخصة أو التهجين
يجب التفريق بين خصخصة الإدارة والخصخصة (تشمل الأولى الشركات المملوكة للعامة، في حين تشمل الأخيرة الشركات المملوكة لكيانات خاصة)، ومع ذلك، تسهل عملية خصخصة الخدمات أو خصخصتها جزئيًا بعد خصخصة الإدارة، ويجري ذلك مثلًا عبر بيع بعض أو جميع أسهم الشركة في سوق الأسهم. وُجدت قوانين لمنع حدوث ذلك في بعض الحالات، مثلما حدث في هولندا بخصوص إمدادات المياه). قد تكون خصخصة الإدارة خطوة نحو خلق أشكال هجينة من المنظمات، مثل الشراكات المؤسساتية بين القطاعين العام والخاص.